# Badarpur
Badarpur är en ort i Indien.   Den ligger i distriktet Hailakandi och delstaten Assam, i den östra delen av landet, 1 600 km öster om huvudstaden New Delhi. Badarpur ligger 62 meter över havet och antalet invånare är 11 028.
Terrängen runt Badarpur är huvudsakligen platt. Badarpur ligger uppe på en höjd. Runt Badarpur är det tätbefolkat, med 442 invånare per kvadratkilometer. Det finns inga andra samhällen i närheten. Trakten runt Badarpur består till största delen av jordbruksmark.